# Hatterath

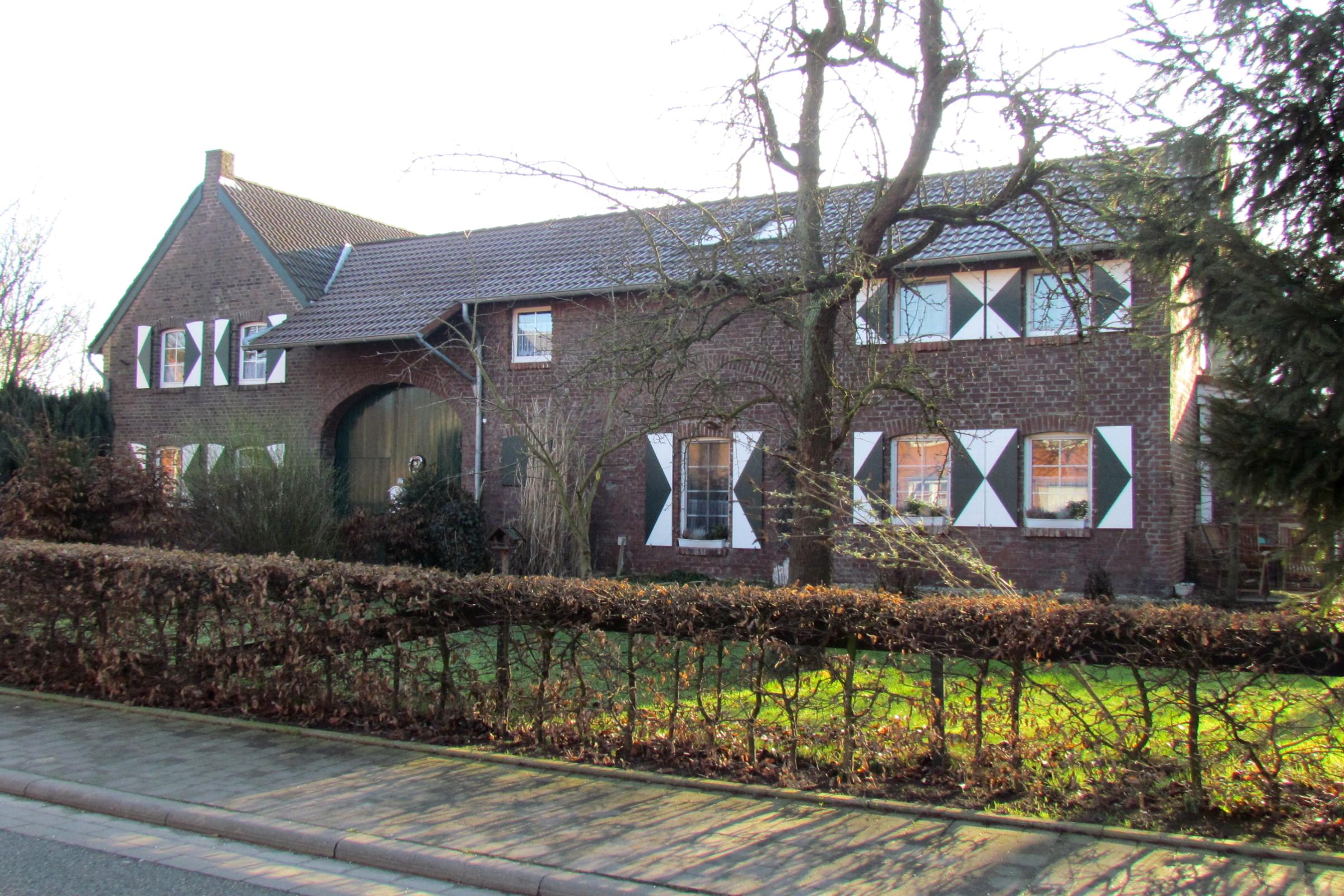
Alter Bauernhof

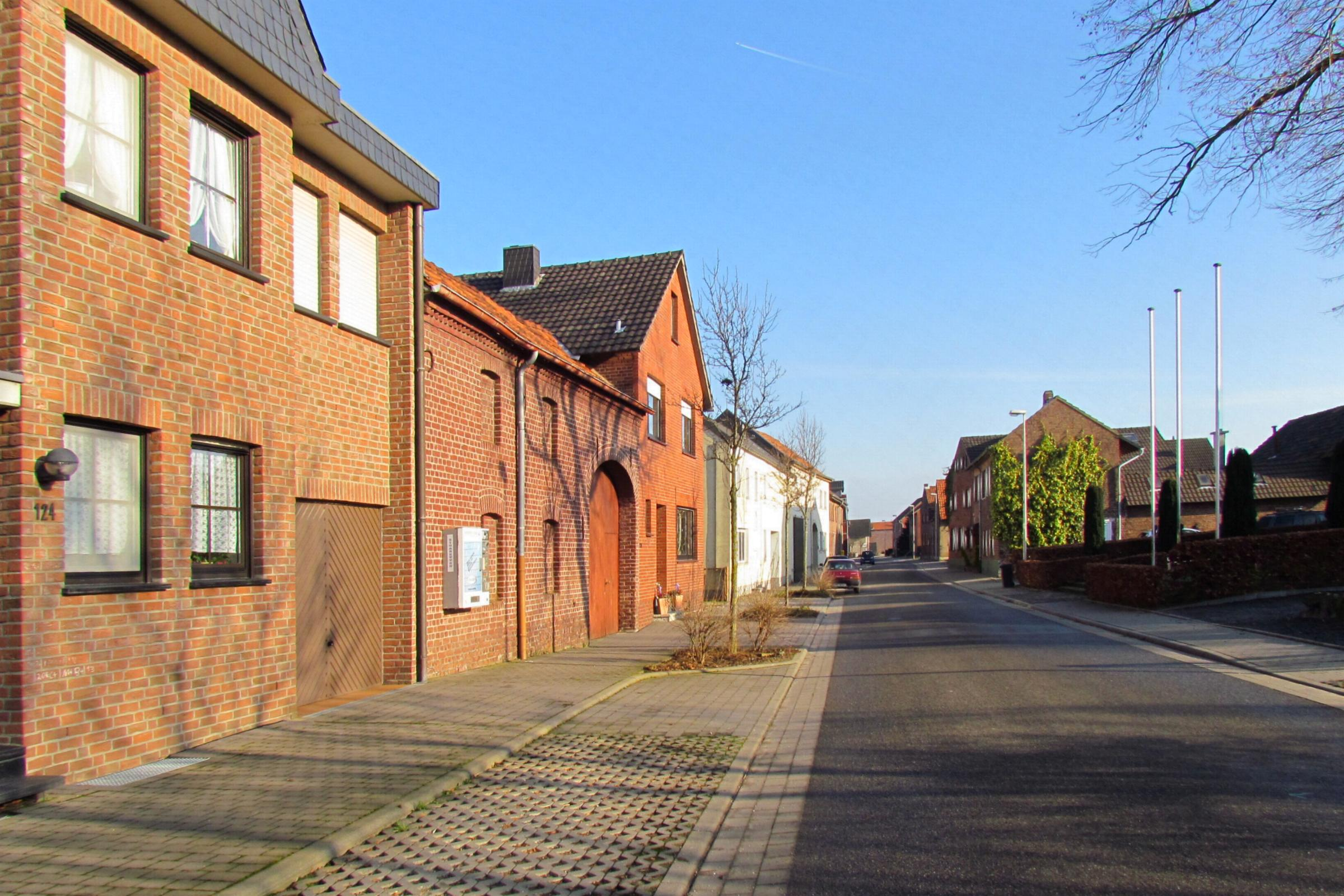
Straßenbild

Hatterath ist ein Ortsteil der Mittelstadt Geilenkirchen im Kreis Heinsberg in Nordrhein-Westfalen.

## Geschichte

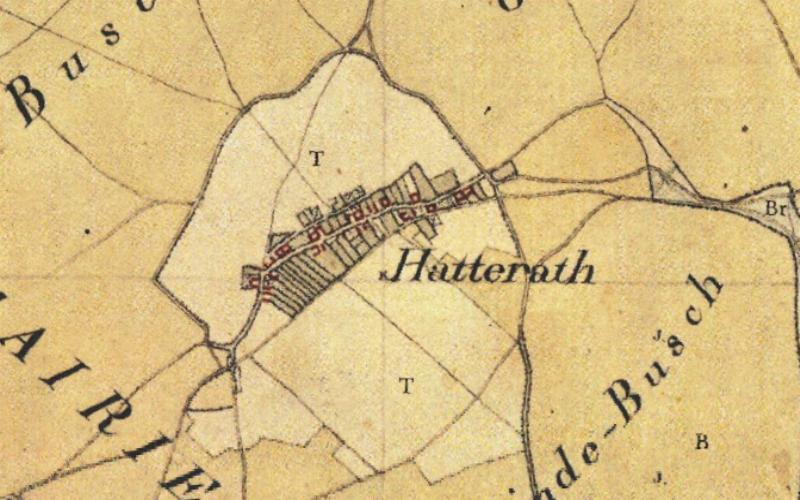
Hatterath auf der Tranchotkarte 1803–1820

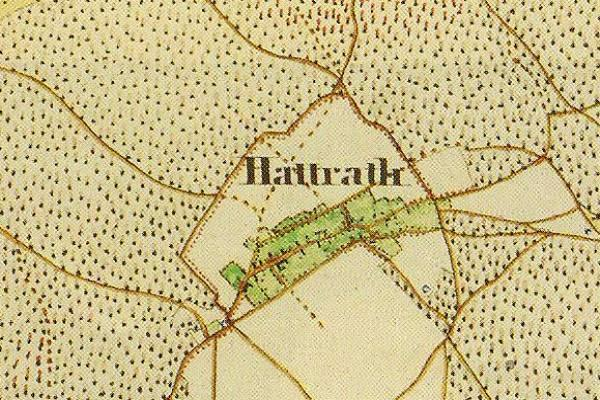
Hatterath auf der Urkatasterkarte 1846

### Lage
Hatterath liegt circa drei Kilometer nordwestlich des Stadtzentrums von Geilenkirchen in der Nähe der Bundesstraße 221.

### Gewässer
Hatterath gehört zum Einzugsgebiet des in die Maas mündenden Rodebaches.(GEBKZ 28182211, GEWKZ 281822)

### Nachbarorte
| Birgden  | Straeten                                    | Uetterath  |
| Stahe    | Kompassrose, die auf Nachbargemeinden zeigt | Tripsrath  |
| Gillrath | Nierstraß                                   | Niederheid |

### Siedlungsform
Hatterath ist ein locker bebautes Straßendorf.

## Geschichte

### Ortsname
- 1337 Atrade
- 1342 Hatrade
- 1344 (de) Atrode
- 1483 Hatterae
- 1515 Hatterae
- 1820 Hatterath

### Ortsgeschichte
Hatterath gehörte früher zum Jülicher Amt Geilenkirchen. Im 14. Jahrhundert bezog das Heinsberger Norbertinerstift Einkünfte unter Hatterath. Über die Geschichte des Ortes ist wenig bekannt.
Hatterath hatte 1828 insgesamt 167 Einwohner, 1852 waren es 210 Einwohner. Im Zuge der Gebietsreform zum 1. Januar 1972 blieben die Orte Gillrath, Hatterath, Nierstraß und Panneschopp bei der Stadt Geilenkirchen.

### Kirchengeschichte
Die Pfarre St. Marien Gillrath setzt sich aus den Orten Gillrath, Hatterath, Nierstraß und Panneschopp zusammen. Die Bevölkerung besteht zum größten Teil aus Katholiken.
Bis Ende des 18. Jahrhunderts gehörte der Ort zur Pfarre Geilenkirchen. Bei der Organisation des ersten Bistums Aachen im Jahre 1804 wurde Gillrath Pfarre im Kanton Geilenkirchen. Erster Pfarrer war Heinrich Joseph Aretz. Nach der Wiedereinrichtung der Erzdiözese Köln wurde 1827 aus dem Kanton das Dekanat Geilenkirchen. Seitdem gehört die Pfarre zu diesem Dekanat.
Um 1790 baute man in Gillrath eine einschiffige Saalkirche mit dreiseitigem Chor im Westen. 1846 wurde ein zweigeschossiger Turm angebaut. Am 12. Juni 1851 war die feierliche Einweihung der Kirche. Nach 1922 wurde die Kirche erweitert.
Im Zuge der Pfarrgemeindereformen im Bistum Aachen wurde die ehemals eigenständige katholische Pfarrgemeinde St. Marien Gillrath in die Gemeinschaft der Gemeinden (GdG) St. Bonifatius Geilenkirchen eingegliedert.

## Politik
Gemäß § 3 (1) b) der Hauptsatzung der Stadt Geilenkirchen bilden die Orte Gillrath, Hatterath, Nierstraß und Panneschopp einen Stadtbezirk. Der wird durch einen Ortsvorsteher im Stadtrat der Stadt Geilenkirchen vertreten. Ortsvorsteher des Stadtbezirks ist Franz Beemelmanns. Stand 2013

## Sehenswürdigkeiten

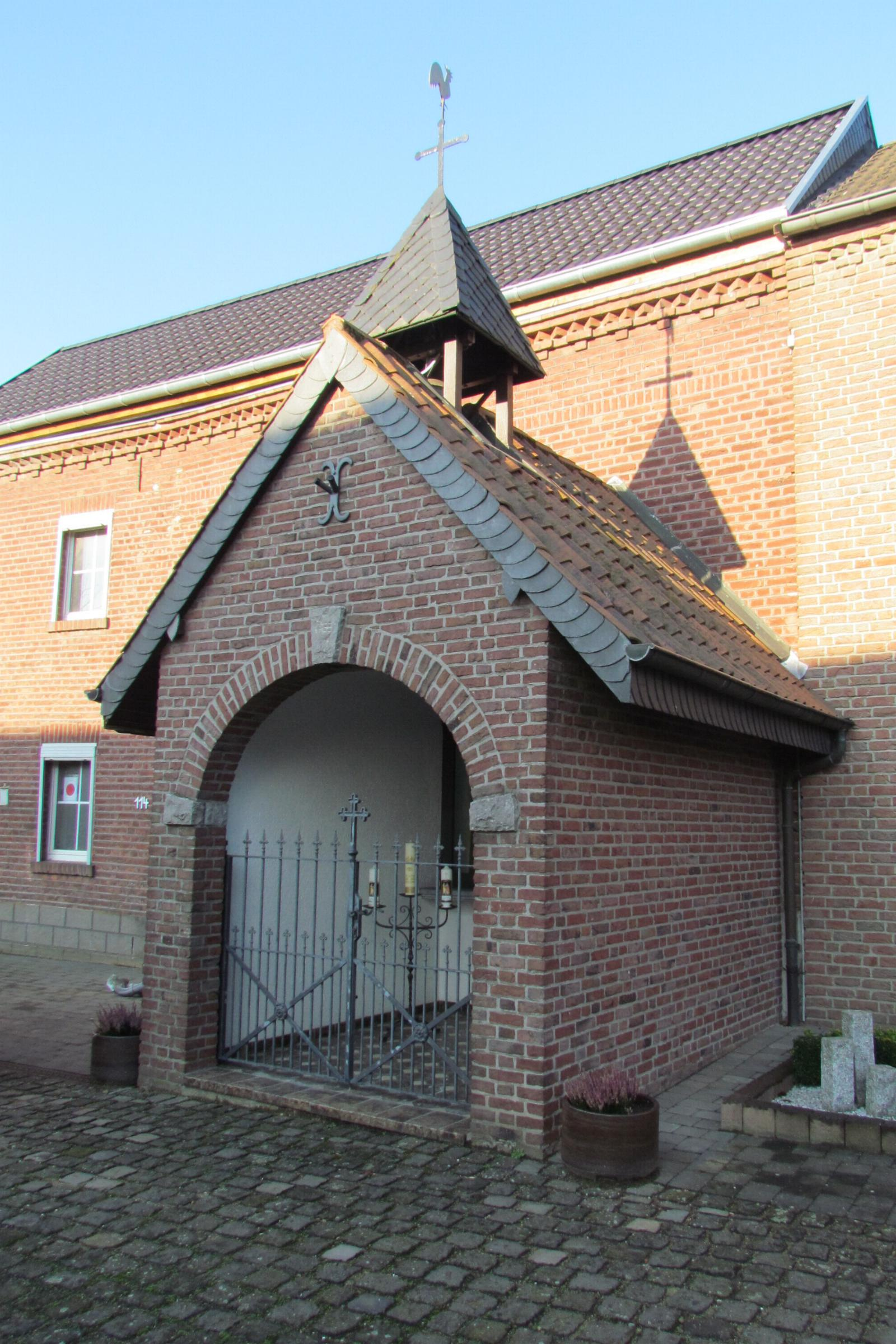
Kreuzkapelle

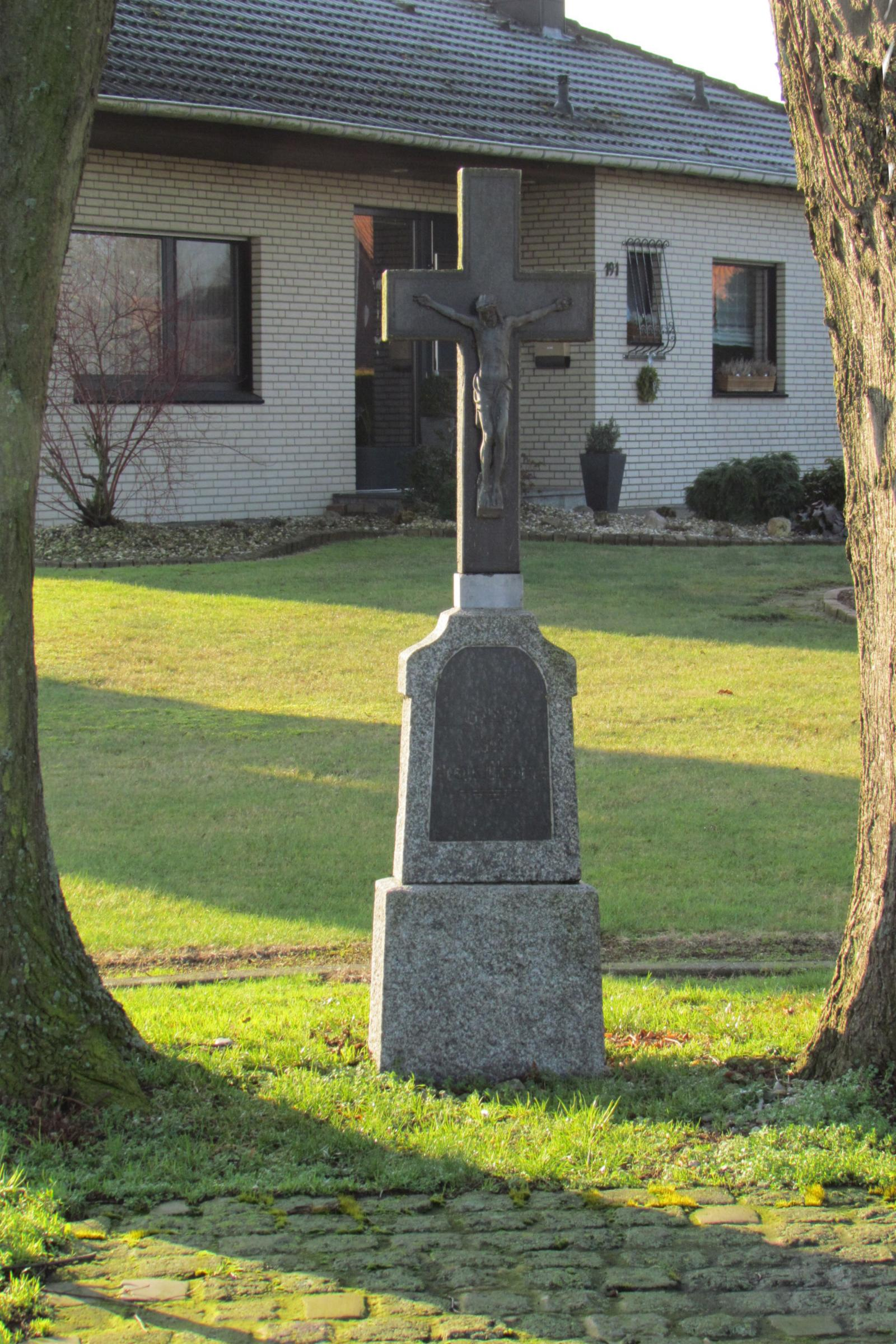
Wegekreuz

- Kreuzkapelle in Hatterath an der Professor-Mendel-Straße, Baujahr 1740
- St.-Peter-und-Paul-Kapelle am Salzweg, Baujahr 2010
- Dorfkapelle Hatterath an der Hattostraße, Baujahr 1908
- Drei Wegekreuze in Hatterath

## Infrastruktur
- Im November 2012 lebten in Hatterath 425 Personen.
- Ein Spielplatz in Hatterath befindet sich an der Professor-Mendel-Straße.
- Der Ort hat Anschluss an das Radverkehrsnetz NRW.

## Schulwesen
- Volksschule Gillrath, auch für Hatterath 1925: 4 Klassen, 3 Stufen, 2 Lehrer, 2 Lehrerinnen, 171 Kinder
- Volksschule Hatterath 1965: 1 Klasse, 1 Lehrerstelle, 40 Kinder

## Verkehr
Hatterath wird im Busverkehr des AVV an drei Haltestellen von den Linie 434, 437 und GK2 der WestVerkehr bedient.
| Linie | Verlauf |
| ----- | --- |
| 434   | Geilenkirchen Bf – Bauchem – Niederheid – Hatterath – Gillrath – Birgden – Schierwaldenrath Bf – Langbroich – Schümm – Brüxgen – Breberen – Saeffelen – Heilder – Höngen |
| 437   | Geilenkirchen Bf – Bauchem – Niederheid – Hatterath – Gillrath – Stahe – Niederbusch – Gangelt – Hastenrath – Kleinwehrhagen – Großwehrhagen – Höngen                    |
| GK2   | (Geilenkirchen Bf – Bauchem) / (Gillrath – Hatterath) – Niederheid (– Rischden – Tripsrath – Hochheid)                                                                   |

## Vereine
- Freiwillige Feuerwehr Geilenkirchen, Löschgruppe Gillrath-Hatterath
- Interessengemeinschaft Hatterath e. V.
- Hatterather Karnevalsverein „De Schanzeremmele“ e. V.
- Schützenbruderschaft St. Peter und Paul Hatterath e. V.
- VDK Ortsverein Gillrath, auch für Hatterath

## Straßennamen
Hattostraße, Professor-Mendel-Straße, Salzweg, Zum Hahnhof